# Почепская волость
По́чепская волость:
1) в XVIII веке — бывшая область владений малороссийских гетманов, получившая известность в связи с именем А. Д. Меншикова.
2) с 1861 года — административно-территориальная единица в составе Мглинского (с 1918 – Почепского) уезда.
Центр — город Почеп.

## Почепская волость в XVIII веке
Когда после Полтавской битвы новому украинскому гетману Скоропадскому предстала необходимость одарить сподвижников Петра Великого за их заслуги по изгнанию шведов из Малороссии, наиболее ценный подарок нужно было назначить Меншикову, как наиболее отличившемуся в Мазепином деле — взятием Мазепиной столицы Батурина. Такой ценный подарок представили собой две гетманские волости — Почепская и Ямпольская, которые и были отданы Меншикову в середине июля 1709 года. При этом были отданы все те поселения с их крестьянами, которые принадлежали «до двору гетманского» и «до ратуши почепской», то есть кроме казачьих и помещичьих. «Отдаем его княжой светлости, — сказано в универсале, — место Почеп так с теми, которые до прежних гетманов и до мене належали маетностями, яко и с теми, которые до места Почепа принадлежат». Владельческие поселения остались у прежних владельцев; остались свободными и казаки Почепской сотни.
Вскоре Меншиков стал настаивать, чтобы отданы были ему и казаки всей сотни. Удовлетворение этой просьбы становилось в противоречие со всем складом народных понятий, по которым казак был синонимом свободного человека, обязанного только нести военную службу и за это освобождённого от какого бы то ни было «послушания». И тем не менее, Скоропадский должен был исполнить просьбу Меншикова и отдать ему казаков Почепской сотни в такое же «послушание», каким обязаны были и крестьяне. 20 июня (1 июля) 1710 г. был выдан гетманский универсал об отдаче казаков «в державу и владение его княжой светлости» и об исключении их из «войсковой службы». Тогда же казаки были обложены денежным оброком наравне с крестьянами, с которыми вообще были полностью уравнены в отбывании повинностей.
Вся Почепщина сделалась как бы удельным княжеством Александра Даниловича, для чего по границам её поставлены были княжеские гербы с титулом его...(Н. Маркевич. История Малороссии. – М., 1842)
Для управления Почепской волостью, Меншиков не удовлетворился прежним городом Почепом, а решил основать напротив него, на другом берегу Судости, новый город, который назвал в свою честь — Александрополь. В отличие от Почепа, который в то время весь был деревянным, в Александрополе было построено более двадцати каменных «палат», где находились экономические заведения и центральное управление Почепской волости.
Спустя несколько лет, Меншиков опять стал просить Скоропадского — отдать ему ещё и Храповскую волость Бакланской сотни, как смежную с Почепской, и опять Скоропадский должен был исполнить просьбу всесильного князя. Храповская волость была присоединена к Почепской, после чего в последней насчитывалось до 6000 крестьянских дворов — но и этим не удовлетворился Меншиков; захотелось ему «спрямить» границы Почепской волости, и он просил Скоропадского разрешить ему сменять некоторые свои земли на соседние казацкие, чтобы сделать свою волость круглее.
В результате разнообразных ухищрений, сопровождаемых безнаказанным насилием (см. Почепское межевание), Меншикову удалось примежевать к своей Почепской волости Бакланскую и Мглинскую сотни. При этом жалобы казаков на беззакония, творимые людьми Меншикова, стали столь многочисленны, что Скоропадский решился обратиться к Петру Великому, а тот поручил рассмотреть это дело Сенату, который издал указ о проверке проведённого межевания. Однако Меншиков любыми средствами пытался препятствовать установлению правды.
Наконец, в 1722 году Петр I повелел: «Учинить решение в сенате следующим образом: то, что дал гетман после Полтавской баталии кн. Меншикову и грамотою жалованною утверждено, быть за ним; а что зверх того примежовано и взято, гетману возвратить и послать нарочного, чтоб то розмежование учинил в правду; а которые ту лишную неправую межу учинили без указу, тем учинить яко нарушителем указу». Это решение не только приводило Почепскую волость к исходным границам, но и освобождало почепских казаков от власти Меншикова, возвращало бывших владельческих крестьян их прежним хозяевам. Однако фактическое претворение этого решения в жизнь затянулось на долгие годы.
После падения Меншикова в 1727 году, Почепская волость была отобрана в казну, а с назначением в гетманы К. Г. Разумовского (1750) — Почеп «с уездом» отдан был ему «на уряд», а затем, в 1760 г. закреплен за Разумовским в потомственное владение. В XIX веке эти владения перешли к П. А. Клейнмихелю.

## Почепская волость в XIX-XX веках

### История
Почепская волость как административно-территориальная единица Мглинского уезда была образована в ходе реформы 1861 года. В конце XIX века из Почепской волости была выделена новообразованная Васьковская волость, а в 1898 году территория Почепской волости расширилась за счёт части ликвидированной Пьянорогской волости.
В 1924 году к Почепской волости были присоединены Васьковская, Краснорогская, Краснослободская волости, а также несколько населённых пунктов Алексеевской волости Почепского уезда и Уручьенской волости бывшего Трубчевского уезда.
В 1929 году, с введением районного деления, волость была упразднена, а на её территориальной основе сформирован Почепский район Клинцовского округа Западной области (ныне в составе Брянской области).

### Административное деление
В 1920 году в состав Почепской волости входили следующие сельсоветы: Бумажно-Фабричный, Витовский, Высокостанский, Житнянский, Замостской части, Затинской части, Козорезовский, Костянский, Никольской части, Ольговский, Подильинской части, Покровский, Поповский, Стародубской части, Чернецкокостянский. Значительная часть этих "сельсоветов" относилась непосредственно к территории Почепа, т.к. он в то время не являлся городом.
По состоянию на 1 января 1928 года, Почепская волость включала в себя следующие сельсоветы: Васьковский, Верхнезлобинский, Витовский, Дадоровский, Доманичский, Дымовский, Краснорогский, Краснослободский, Лабодинский, Малаховский, Надинский, Новониколаевский, Ольговский, Попсуевский, Пьянорогский, Роговский, Семецкий, Сетоловский, Старокраснослободский, Усошенский, Чернецкослободский.